# Obični tetrljan
Obični tetrljan (lat. Marrubium vulgare) je višegodišnja zeljasta biljka iz porodice usnatica.

Drugi nazivi: Marulja, gorčika, smrduša. 

## Karakteristike
Naraste do visine od 60 centimetara. Listovi imaju sitne dlačice i dok ne procvjeta liči na matičnjak od kojeg se značajno razlikuje po mirisu. Cvjetovi se pojavljuju na kratkim peteljkama na vrhu stabljike i ograncima. Biljke ima prijatan miris koji postaje vrlo blag sušenjem biljke. Cvate od lipnja do početka rujna. Ukus je aromatičan, oštar i gorkasto slan. Uspijeva na livadama, pašnjacima, uz seoske puteve i na bunjištima. Biljka nije osjetljiva na mrazeve i uspijeva u hladnijoj klimi. Cvjetovi su hemafrodični, to jest sadrže i tučak i prašnike (muške i ženske organe potrebne za razmnožavanje).

## Sastav
Osnovni  sastojci biljke su marubin, oko 7% tanina, male količine eteričnog ulja, smole, sluz i vosak. Sadrži holin, saponin, kalij
nitrat, galnu kiselinu, neke još nedovoljno istražene gorke tvari, pektina i željeza.

## Upotreba
Eterično ulje se koristi kao dodatni ukus kod alkoholnih likera. Postoje informacije da sa biljka koristi za eliminiranje štetnih gusjenica koje napadaju drveće. Izvor ovoga podatka ne navodi informacije na koji način se očajnica koristi protiv gusjenica ali se pretpostavlja da se koristi jaki ekstrakt ili eterično ulje. Sama biljka odbija muhe.

## Upotreba u medicini
Koristi se kao: tonik, depurativ, a posebno je dobro sredstvo za liječenje oboljenja pluća. Pomaže i sa tuberkulozom (suhi katari, hripavac, bronhitis, kronični, grčeviti kašalj, starački i pušački kašalj). Djeluje kao anitseptik i diuretik.
Indikacije biljke: Insuficijencija jetre i žuči, žutica, anemija, bronhitis, astma, tuberkuloza, ekstrasistolna aritmija, oligurija, reumatizam, artritis. Obični tetrljan je zvanicno ljekovita biljka prema britanskoj i njemačkoj farmakopeji. Na isti se način koristi i bijeli tetrljan (lat. Marrubium incanum).

## Primjena u narodnoj medicini
Obični tetrljan se više koristi u narodnoj medicini nego u suvremnoj iz koje je gotovo potpuno istisnuta drugim prirodnim ili sintetičkim sredstvima. Narodni ljekar, Sadik Sadiković je preporučuje između ostalog, i kod bolova u jetri, kod žutice i vodene bolesti.

## Jestivost
Mladi se listovi mogu koristiti kao začin. Od biljke se može prirediti i čaj te je nekada korištena i za aromatiziranje piva.

## Vanjske poveznice
- PFAF database Marrubium+vulgare